# Mingzhong, Chongqing
Mingzhong (kinesiska: 明中) är en socken i sydvästra Kina. Den ligger i Chengkou härad i storstadsområdet Chongqing,  omkring 320 kilometer nordost om det centrala stadsdistriktet Yuzhong. Antalet invånare är 4 173. Befolkningen består av 1 954 kvinnor och 2 219 män. Barn under 15 år utgör 26,0 %, vuxna 15-64 år 62 %, och äldre över 65 år 11,0 %.